# Doué-la-Fontaine
Pour les articles homonymes, voir Fontaine.
Ne doit pas être confondu avec Doué-en-Anjou ou Doué (Côte d'Ivoire).
Doué-la-Fontaine est une ancienne commune française située dans le département de Maine-et-Loire, en région Pays de la Loire. Depuis le 30 décembre 2016, la commune forme avec Brigné, Concourson-sur-Layon, Forges, Meigné, Montfort, Saint-Georges-sur-Layon et Les Verchers-sur-Layon, la commune nouvelle de Doué-en-Anjou.
Déjà occupé sous l'Antiquité, le territoire de l'actuelle commune devient la résidence des souverains carolingiens pendant un temps, puis se développe sous le Moyen Âge. Elle devient, à partir du XVIIIe siècle et sous l'initiative de Joseph François Foullon, un important centre pépiniériste. La commune possède un passé minier lié à l'exploitation du bassin houiller de Basse Loire au XVIIIe et au XIXe siècle.
En 1964, Doué-la-Fontaine absorbe les communes de Douces et de Soulanger. Elle devient alors la seconde agglomération du Saumurois, et la 8e du département de Maine-et-Loire. Elle est un centre économique d'importance avec la présence de 370 entreprises, ainsi qu'un centre touristique grâce au parc zoologique de Doué-la-Fontaine, qui accueille plus de 200 000 visiteurs par an.

## Géographie

### Localisation
Commune du Saumurois, Doué-la-Fontaine se trouve dans le Douessin, au cœur du Parc naturel régional Loire-Anjou-Touraine, à 10 km au nord-est de Montreuil-Bellay (en direction de Loudun), 14 km au sud-ouest de Saumur, 40 km à l'est de Cholet et 40 km au sud-est d'Angers.
Les communes limitrophes sont Louresse-Rochemenier, Dénezé-sous-Doué, Forges, Montfort, Brossay, Vaudelnay, Les Verchers-sur-Layon, Concourson-sur-Layon et Saint-Georges-sur-Layon.
Selon le classement établi par l’Insee en 1999, Doué-la-Fontaine est une ville isolée, c’est-à-dire une unité urbaine d’une seule commune ; elle est non polarisée, ne faisant partie d’aucune aire urbaine ni d'aucun espace urbain.

### Géologie
Il y a 10 à 12 millions d’années, la mer des Faluns occupait l’emplacement de la commune. L’éloignement de ses eaux vers l’ouest laissa place au falun, épaisse couche de calcaire coquillier.
La commune repose sur le bassin houiller de Basse Loire.

### Hydrographie, relief et paysage
La commune est arrosée par de petits affluents du Layon, qui coule à proximité, au sud-ouest. La rivière du Douet prend sa source sur le territoire de la commune, au nord, et coule vers l'ouest pour rejoindre le Layon. Le ruisseau de la Ganache naît au sud et coule vers l'ouest où il rejoint le ruisseau de Court-s'il-pleut à la frontière de Concourson-sur-Layon.
Doué-la-Fontaine s'étend sur un plateau entre deux vallées : celle du Layon au sud, et celle du Douet au nord. Au nord de la commune l'altitude s'élève à 50 mètres pour remonter au fur et à mesure que l'on progresse au sud, où l'altitude culmine à 103 mètres.

### Voies de communication et transports

#### Réseau routier
La D 761, en 2×2 voies, entre sur le territoire de la commune au nord-ouest et contourne le bourg de Soulanger jusqu'au sud de celui-ci pour rejoindre la D 960 qui entre au sud-ouest et contourne le reste de la commune pour repartir vers le nord-est. Au nord, la D 69 entre dans la commune pour bifurquer vers l'est et rejoindre la D 960. Plusieurs autres départementales convergent en étoile vers le bourg de Doué-la-Fontaine : les D 213 et D 214 au nord-est, les D 761, D 87 et D 89 au sud et sud-est et les D 170, D 84 et D 83 à l'ouest et au sud-ouest.

#### Transports en commun
Le réseau AnjouBus dessert la commune sur deux lignes différentes. La ligne 5 fait le trajet Angers ↔ Doué-la-Fontaine ↔ Montreuil-Bellay, et compte jusqu'à quatre arrêts au maximum dans la commune, dont le parc zoologique de Doué-la-Fontaine. La ligne 6, du trajet Saumur ↔ Doué-la-Fontaine ↔ Vihiers ↔ Cholet, marque trois arrêts. Le transport scolaire est également géré par Anjou Bus et le conseil départemental de Maine-et-Loire. Plusieurs navettes joignent les villages et hameaux du canton aux établissements scolaires de Doué-la-Fontaine. Pour les lycéens, plusieurs bus scolaires font également les trajets Doué-la-Fontaine ↔ Saumur,.

## Urbanisme
En 2009, les 3 513 logements de la commune sont à 90 % des résidences principales. On compte 1 197 maisons (81,3 %) ; les appartements ne représentent que 18,4 % (15,5 % en 1999). Il y a 267 logements vacants en 2009, soit 7,6 % du total des logements. Les habitants sont majoritairement propriétaires (59,6 %) et 38,9 % sont locataires.
Plus de la moitié (52,4 %) des ménages en 2009 ont emménagé dans leur résidence principale il y a 10 ans ou plus. Sur le total des 3 173 résidences principales, 1 434 (45,2 %) possèdent plus de 5 pièces et seules 52 (1,6 %) ne possèdent qu'une unique pièce. Le nombre moyen de pièces se situe à 4,4 en 2009 (4,7 pour les maisons, 2,9 pour les appartements). La très grande majorité des résidences (97,6 %) possèdent une salle de bains disposant d'une baignoire ou d'une douche. Pour le chauffage, la plupart des résidences (43,9 %) possèdent un chauffage individuel tout électrique, 36,7 % possèdent un chauffage central individuel et 6,5 % un chauffage central collectif. Enfin, 71,3 % des résidences possèdent au moins un emplacement de stationnement.

## Toponymie
En 814 et 835, le territoire de la commune porte le nom de Thedoadus, Thedwat, Teutwadus et Theodwadum, puis Doadum en 847. Pour Albert Dauzat, le nom proviendrait d'un nom d'homme germanique Theudoad tandis que pour Ernest Nègre, il provient du nom d'homme latin Deodatus. On retrouve le lieu mentionné dans In villa Doadensi vers 980, Castrum Doadus vers 1050 et de castro Daodo vers 1055. On mentionne un Hugo de Doe vers 1060. Le nom évolue en Doe vers 1182, puis en Douetum vers 1392. En 1500, on mentionne Doué près Saumur,.
Le mot doué proviendrait également d'une forme ancienne, douet, définissant un passage d'eau naturel ou anthropique. Dans leur « Glossaire étymologique et historique des parlers et patois de l'Anjou », Verrier et Onillon mentionnent à la fois le terme Doue, aphérèse de douve, et le terme Douet pour désigner un lavoir. Dans le cas de Doué-la-Fontaine, le doué peut faire référence à la source de la commune connue dès l'Antiquité.
Le nom de Doué-la-Fontaine a été adopté en 1893, il est devenu officiel par décret le 11 avril 1933.

## Histoire

### Préhistoire et Antiquité
Les premières traces de passage humain se trouvent dans la découverte d'outils du Moustérien. La période néolithique a livré des haches en pierre polie, des os et des cornes travaillées. Six dolmens se répartissent sur l'actuel canton de Doué-la-Fontaine, témoignage d'une occupation humaine au néolithique.
De l'âge du bronze ont été retrouvés plusieurs haches, des pointes et des flèches, des fers de lances et un bracelet gravé de motifs géométriques ainsi qu'une épée du Hallstatt. Le territoire communal actuel se serait retrouvé dans une zone frontière entre le peuple gaulois des Andécaves et celui des Pictons.
Pendant la période gallo-romaine, le territoire du canton de Doué aurait vu l'installation de villas dont certaines limites seraient visibles sur des vues aériennes. La ville actuelle se trouvait probablement au croisement d'anciennes voies romaines entre Saumur, Angers, Montreuil-Bellay, Gennes.

### Moyen Âge
Vers le VIIIe siècle, le territoire de Doué relève de l'Aquitaine. Pépin le Bref y reçoit vers 760 la soumission de Waïfre, duc d'Aquitaine. À partir des années 790, Doué devient l'un des cinq palais royaux d'Aquitaine attestés. Louis le Pieux, fils de Charlemagne, qui a alors une quinzaine d'années, déjà fait roi d'Aquitaine par son père depuis 781, le fréquente avec la cour. Il y résidait régulièrement depuis 781 dans la villa ou le palatium de Theotwadum. En 814, Louis y apprend la mort de son père et devient par là même le nouvel empereur. Il y reçoit également en 832 la soumission de Pépin Ier, roi d'Aquitaine. Il ne reste pas de vestiges de la résidence des Carolingiens.

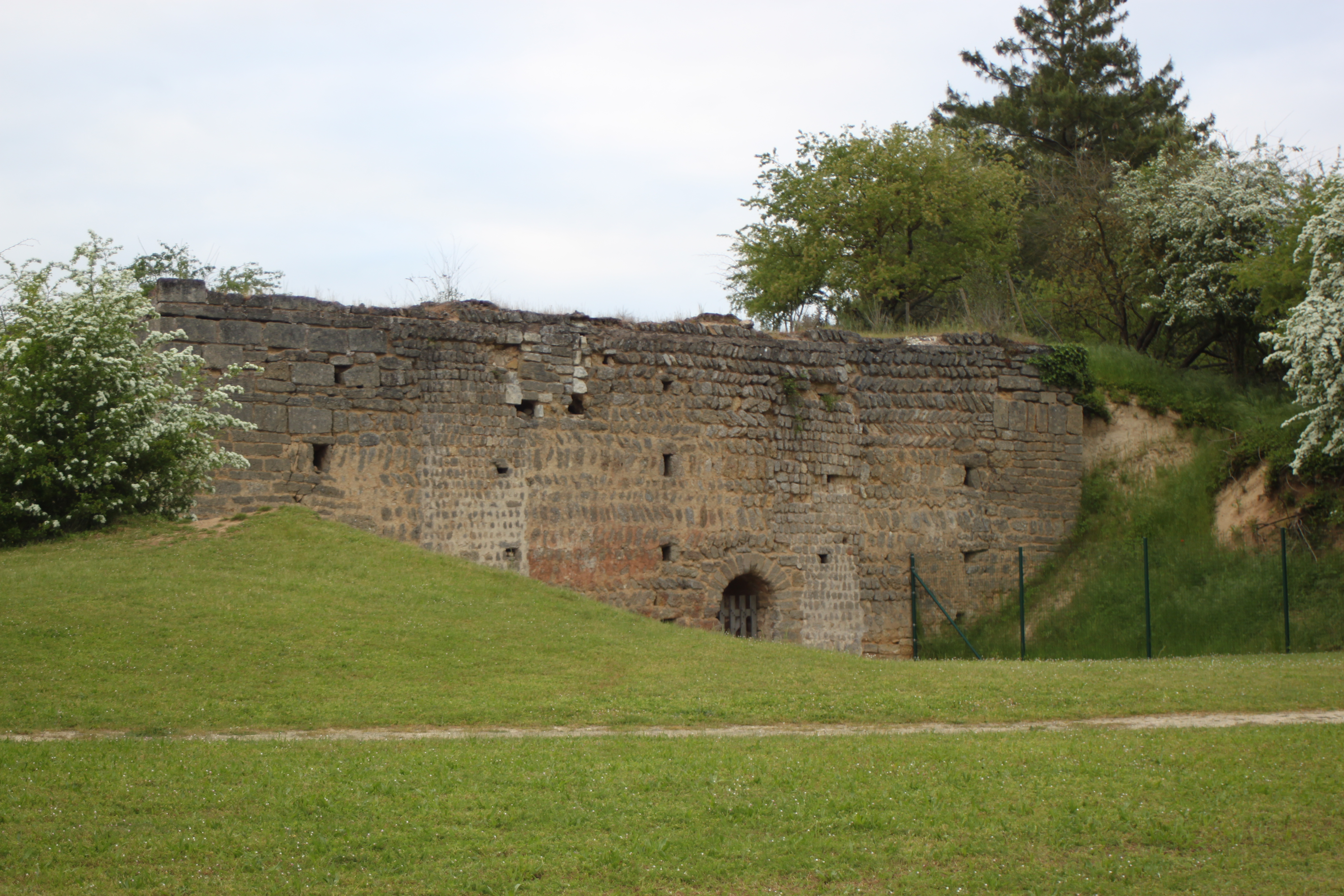
Aula de Doué-la-Fontaine.

Le 15 février 847, Charles le Chauve donne aux moines de Cunault le territoire de Doué et ses environs. Une aula est construite au sud du bourg actuel dans le dernier quart du IXe siècle.
Une agglomération se développe autour de l'église Saint-Léger et de la chapelle Saint-Jean-Baptiste. Les moines de Cunault, chassés par les invasions vikings, se réfugient à l'abbaye de Tournus. Les comtes d'Anjou en profitent pour se saisir de leurs domaines. Afin de récupérer une partie de ceux-ci, l'abbé de Tournus, Eude, concède le territoire de Doué au comte d'Anjou Geoffroy Grisegonelle. À la mort de Geoffroy en 987, le nouveau comte, Foulques Nerra, y fonde un castrum près de l'agglomération qui est alors fortifiée,.
[Le château de Doué est donné vers 1024 par le comte d'Anjou à Aimeri, fils de Gelduin/Gilduin de Doué et de Grécie de Montreuil-Bellay fait prisonnier pendant la prise de Saumur. Celui-ci décide de se rebeller contre le comte d'Anjou qui le fait prisonnier en 1026]. Cependant, les seigneurs de Doué issus de Gilduin/Gelduin Ier de Doué se placèrent parmi les plus rebelles à l'autorité comtale. Le château est assiégé en 1109 et en 1123 par Foulques le Réchin et en 1147 par Geoffroy Plantagenêt qui le détruit.
Au XIIIe siècle, le bourg est prospère : il possède des halles et des foires, ainsi qu'un marché aux draps. En 1229, un hôpital est fondé par les bourgeois de la ville. Dans la seconde moitié du XIIIe siècle, par son mariage avec Barthélemy III de L'Isle-Bouchard († v. 1300), Eustachie de Doué, fille héritière de Gelduin/Jodon II de Doué, apporte le fief, avec Gonnor(d), Gençay et Thouarcé, à la famille de L'Isle-Bouchard. Le fief est érigé en baronnie. La ville et le château de Doué sont endommagés pendant la guerre de Cent Ans. En 1427, le mariage de Catherine de L'Isle-Bouchard (° v. 1395-† 1472/1474 ; ses quadrisaïeuls étaient Barthélemy III de L'Isle et Eustachie de Doué) avec Georges Ier de La Trémoille (1384/1385-1446) fait passer la baronnie de Doué, plus Gençay, L'Isle-Bouchard, Véretz et Rochefort, aux mains de la famille de La Trémoille, ; quant à la sœur cadette de Catherine, Jeanne de L'Isle-Bouchard (~1400-~1457), elle reçut Gonnor et Thouarcé.

### Temps modernes
Entre autres membres de la Maison de La Trémoïlle, furent barons de Doué : François (1505-1541), arrière-arrière-petit-fils de Georges de La Trémoïlle et Catherine de L'Isle, suivi de ses propres fils Louis III de La Trémoille (1521-1577) et Georges († 1551 ; abbé de Chambon et de Saint-Laon, aussi baron de Mauléon et de Marans).
Puis dans la seconde moitié du XVIe siècle, les Gouffier acquirent la baronnie de Doué : par achat ? ; et/ou peut-être en relation avec le 1er mariage de Claude Gouffier, 2e duc de Roannais (né vers 1501-† 1570 ; fils d'Artus Ier Gouffier, 1er duc de Roannais) avec Jacqueline de La Trémoille-Jonvelle († 1544 ; arrière-petite-fille de Georges et Catherine de L'Isle-Bouchard). Succèdent ensuite les Gouffier de Caravas et Passavant (issus de Claude Gouffier (1556-1618), fils puîné homonyme du duc Claude et de sa 2e épouse Françoise de Brosse-Penthièvre), suivis des Gouffier de Thais (car l'héritière Armande-Louise de Gouffier-Caravas (1698-1774) marie en 1726 son lointain cousin François-Louis Gouffier (v. 1687-1753), marquis de Thais, sire de Morvilliers). Vente vers 1765 à l'intendant Joseph-François Foullon (1715-1789), comte de Morangis.
Au cours des XVIe et XVIIe siècles, Doué a l'honneur de voir passer et séjourner Catherine de Médicis, Charles IX, Henri de Navarre et Louis XIII. En 1694, Louis XIV constitue la ville en municipalité et lui donne ses armoiries. Mais c'est sous l'impulsion de son dernier baron, Joseph-François Foullon (1715- massacré à Paris le 22 juillet 1789 avec son gendre Berthier de Sauvigny ; acquéreur de la baronnie vers 1765),, que la cité connaît ses heures les plus prospères. Restaurant le château de Doué, il fait planter 500 000 peupliers d'Italie, introduit la culture de la luzerne et du sainfoin, établit les pépinières à Soulanger où il fait bâtir un château. Il fait aménager la fontaine, seul point d'eau de la ville, qui alimente six moulins, un bassin pour les blanchisseuses et un abreuvoir.
Par ailleurs, il fait aménager un champ de foire nécessaire à l'expansion du commerce et, surtout, promeut, avec l'aide d'un jardinier royal, la culture des roses qui fait aujourd'hui la réputation internationale de Doué.

### Révolution française
Joseph-François Foullon est une des premières victimes de la Révolution française. Son château des Basses Minières est détruit. Il ne reste aujourd'hui que les écuries et une partie des fondations du mur d'enceinte.
Lors de la guerre de Vendée, Doué est prise par les Vendéens le 7 juin 1793, puis de nouveau le 3 août. Ils en sont chassés par les Républicains le 5, ces derniers devant repousser une nouvelle attaque vendéenne le 14 septembre.
Le 30 novembre 1793, 1 200 prisonniers d'Angers sont transférés à Doué. Ils y seront emprisonnées dans les Arènes ou l'église Saint-Pierre jusqu'au 22 janvier 1794, où 184 d'entre eux meurent en prison en l'espace de deux mois. Entre 350 et 370 prisonniers supplémentaires sont guillotinés ou fusillés.

### DuXIXeauXXIesiècle
Après la Révolution, Doué connaît l'essor au XIXe siècle. La culture et la production de rosiers s'intensifient. Le chemin de fer est inauguré en 1896. Doué est l'une des premières petites villes de province à être électrifiée grâce à une centrale électrique autonome. Des mines de houille sont exploitées entre 1769 et 1867.
Au début du XXe siècle, les industries locales tournent à plein régime et le développement horticole continue.
Le 1er octobre 1964, Doué-la-Fontaine fusionne avec Douces et Soulanger (fusion simple).
Depuis le 30 décembre 2016, la commune forme avec Brigné, Concourson-sur-Layon, Forges, Meigné, Montfort, Saint-Georges-sur-Layon et Les Verchers-sur-Layon, la commune nouvelle de Doué-en-Anjou.

## Politique et administration

### Administration municipale

#### Administration actuelle
Depuis le 30 décembre 2016 Doué-la-Fontaine constitue une commune déléguée au sein de la commune nouvelle de Doué-en-Anjou et dispose d'un maire délégué.
| Période                                  | Période      | Identité        | Étiquette | Qualité |
| ---------------------------------------- | ------------ | --------------- | --------- | ------- |
| janvier 2017                             | janvier 2017 | Michel Pattée   |           |         |
| janvier 2017                             | en cours     | Michel Delphin, |           |         |
| Les données manquantes sont à compléter. |              |                 |           |         |

#### Administration ancienne
Le conseil municipal est composé, proportionnellement au nombre d'habitants, de 29 élus : le maire, 7 adjoints au maire et 21 conseillers municipaux. La municipalité possède une douzaine de commission.
| Période                                  | Période       | Identité                            | Étiquette                     | Qualité |
| ---------------------------------------- | ------------- | ----------------------------------- | ----------------------------- | --- |
| Les données manquantes sont à compléter. |               |                                     |                               | |
| 1804                                     | 1815          | Jean Alexandre Caffin               |                               | |
| 1815                                     | 1821          | Jean Louis Baillergeau              |                               | |
| 1821                                     | 1830          | Athanase Bineau-Guibert (1785-1859) |                               | Négociant |
| 1830                                     | 1848          | Pierre Vaslin-Guionis               |                               | Conseiller général de Doué-la-Fontaine (1833 → 1848)                                                                           |
| 1848                                     | 1880          | Camille Guionis-Joubert             |                               | Conseiller général de Doué-la-Fontaine (1878 → 1880)                                                                           |
| 1880                                     | 1882          | J.B. Lemardelay                     |                               | |
| 1882                                     | 1884          | Henri Maillet                       |                               | |
| 1884                                     | 1892          | Athanase Bineau fils (1820-1896)    | Droite                        | Conseiller général de Doué-la-Fontaine (1880 → 1895)                                                                           |
| 1892                                     | 1896          | Gustave Grimault                    |                               | |
| 1896                                     | 1901          | Henri Maillet                       |                               | |
| 1901                                     | 1904          | Camille Lionet                      | Républicain                   | Docteur-médecin Conseiller général de Doué-la-Fontaine (1895 → 1901)                                                           |
| Les données manquantes sont à compléter. |               |                                     |                               | |
| 1929                                     | 1935          | Gustave Mousset                     |                               | |
| 1935                                     | Maire en 1940 | Pierre Léquippé                     |                               | |
|                                          |               | Amand Courjaret                     |                               | Ancien adjoint au maire |
| Réélu en 1959                            | mars 1965     | René Nicolas                        |                               | |
| mars 1965                                | juin 1995     | Jean Bégault                        | PSD puis UDF-MDSF puis UDF-AD | Rosiériste et pépiniériste Député de Maine-et-Loire (1973 → 1997)                                                              |
| juin 1995                                | mars 2014     | Jean-Pierre Pohu                    | RPR puis UMP                  | Notaire Conseiller général de Doué-la-Fontaine (1992 → 2004) Président de la CC de la région de Doué-la-Fontaine (2001 → 2014) |
| mars 2014                                | décembre 2016 | Michel Pattée                       | DVD                           | Agriculteur retraité Président de la CC de la région de Doué-la-Fontaine (2014 → 2016)                                         |

### Ancienne situation administrative
La commune est membre en 2016 de la communauté de communes de la région de Doué-la-Fontaine, elle-même membre du syndicat mixte Pays Saumurois.

## Population et société

### Démographie

#### Évolution démographique
L'évolution du nombre d'habitants est connue à travers les recensements de la population effectués dans la commune depuis 1793. À partir du 1er janvier 2009, les populations légales des communes sont publiées annuellement dans le cadre d'un recensement qui repose désormais sur une collecte d'information annuelle, concernant successivement tous les territoires communaux au cours d'une période de cinq ans. 
Pour les communes de moins de 10 000 habitants, une enquête de recensement portant sur toute la population est réalisée tous les cinq ans, les populations légales des années intermédiaires étant quant à elles estimées par interpolation ou extrapolation. Pour la commune, le premier recensement exhaustif entrant dans le cadre du nouveau dispositif a été réalisé en 2007,.
En 2014, la commune comptait 7 588 habitants, en évolution de +1,48 % par rapport à 2009 (Maine-et-Loire : +3,3 %, France hors Mayotte : +2,49 %).
| 1793  | 1800  | 1806  | 1821  | 1831  | 1836  | 1841  | 1846  | 1851  |
| ----- | ----- | ----- | ----- | ----- | ----- | ----- | ----- | ----- |
| 2 151 | 1 805 | 1 969 | 2 313 | 2 479 | 2 490 | 3 193 | 3 149 | 3 194 |

| 1856  | 1861  | 1866  | 1872  | 1876  | 1881  | 1886  | 1891  | 1896  |
| ----- | ----- | ----- | ----- | ----- | ----- | ----- | ----- | ----- |
| 3 204 | 2 336 | 2 335 | 3 210 | 3 245 | 3 260 | 3 263 | 3 271 | 3 277 |

| 1901  | 1906  | 1911  | 1921  | 1926  | 1931  | 1936  | 1946  | 1954  |
| ----- | ----- | ----- | ----- | ----- | ----- | ----- | ----- | ----- |
| 3 334 | 3 345 | 3 369 | 3 062 | 3 185 | 3 189 | 3 158 | 3 402 | 3 398 |

| 1962  | 1968  | 1975  | 1982  | 1990  | 1999  | 2007  | 2012  | 2014  |
| ----- | ----- | ----- | ----- | ----- | ----- | ----- | ----- | ----- |
| 3 895 | 6 018 | 6 497 | 6 724 | 7 260 | 7 450 | 7 428 | 7 521 | 7 588 |

#### Pyramide des âges
La population de la commune est relativement âgée. Le taux de personnes d'un âge supérieur à 60 ans (27 %) est en effet supérieur au taux national (21,8 %) et au taux départemental (21,4 %).
À l'instar des répartitions nationale et départementale, la population féminine de la commune est supérieure à la population masculine. Le taux (51,8 %) est du même ordre de grandeur que le taux national (51,9 %).
La répartition de la population de la commune par tranches d'âge est, en 2008, la suivante :
- 48,2 % d’hommes (0 à 14 ans = 18,4 %, 15 à 29 ans = 19 %, 30 à 44 ans = 18,8 %, 45 à 59 ans = 20,3 %, plus de 60 ans = 23,5%) ;
- 51,8 % de femmes (0 à 14 ans = 16,1 %, 15 à 29 ans = 15,3 %, 30 à 44 ans = 17,6 %, 45 à 59 ans = 20,8 %, plus de 60 ans = 30,3 %).

| Hommes | Classe d’âge | Femmes |
| ------ | ------------ | ------ |
| 0,5    | 90 ans ou +  | 1,7    |
| 8,8    | 75 à 89 ans  | 14,0   |
| 14,3   | 60 à 74 ans  | 14,6   |
| 20,3   | 45 à 59 ans  | 20,8   |
| 18,8   | 30 à 44 ans  | 17,6   |
| 19,0   | 15 à 29 ans  | 15,3   |
| 18,4   | 0 à 14 ans   | 16,1   |

| Hommes | Classe d’âge | Femmes |
| ------ | ------------ | ------ |
| 0,4    | 90 ans ou +  | 1,1    |
| 6,3    | 75 à 89 ans  | 9,5    |
| 12,1   | 60 à 74 ans  | 13,1   |
| 20,0   | 45 à 59 ans  | 19,4   |
| 20,3   | 30 à 44 ans  | 19,3   |
| 20,2   | 15 à 29 ans  | 18,9   |
| 20,7   | 0 à 14 ans   | 18,7   |

### Enseignement
Située dans l'académie de Nantes, la commune dispose de quatre écoles maternelles et élémentaires communales.
Le département gère un collège (collège Lucien-Millet).
Les lycées les plus proches se trouvent à Saumur.
Les Douessins disposent également d'établissements privés catholiques sous contrat, gérés par la direction diocésaine de Maine-et-Loire : l'école du Sacré-Cœur (école maternelle et élémentaire privée) et le collège Saint-Joseph.
La commune dispose en outre d'une antenne locale de l'École Intercommunale de Musique du Saumurois.

### Manifestations culturelles et festivités
Depuis 1959, pour célébrer son titre autoproclamé de « capitale européenne de la rose », sont organisées dans la ville les « Journées de la Rose », avec visites d'installations de roses dans les caves troglodytes, animations et concours sur le thème de la rose. En 2011, la manifestation accueille 18 090 visiteurs.
Il existe un marché de Noël d'artisans et commerçants locaux organisé sur le site troglodytique des arènes.
Doué-la-Fontaine accueille aussi deux festivals : Le petit baz'art en hiver et Track'n'art en été. Pluridisciplinaires, ils reçoivent des artistes débutants et confirmés,.

### Santé
L’hôpital local de Doué-la-Fontaine possède une capacité de 270 lits ainsi que 46 places en SSIAD. L’hôpital local est réparti sur trois sites: l'EHPAD de Doué-la-Fontaine, l'EHPAD de Nueil-sur-Layon et le centre inter-hospitalier du Douessin. Si l'établissement est bien classé en matière de lutte contre les infections nosocomiales, il est en revanche moins bien classé pour la tenue du dossier patient, la communication avec le médecin traitant et le dépistage des troubles nutritionnels.
La commune dispose sur son territoire de médecins généralistes, de chirurgiens dentistes, de kinésithérapeutes et ostéopathes, d'orthophonistes, d'orthoptiste, de sage-femme, de podologues, de pharmaciens, de psychologues, d'infirmières et d'ambulanciers.

### Culture

#### La bibliothèque
La création de la première bibliothèque à Doué-la-Fontaine date de 1878. Elle sera alors installée dans les locaux de la Mairie. Avec le mandat de Jean Bégault, une nouvelle bibliothèque voit le jour en 1991 place Théophane Vénard. En 2010, elle compte 30 000 documents en prêt (livres, revues, DVD). Le patrimoine culturel de la commune y est ainsi mis à disposition. Des animations ponctuelles (rencontres d'auteurs, conférence...) et régulières (heure du conte, atelier de calligraphie, etc) y sont organisées.

#### Le théâtre Philippe Noiret
Le théâtre municipal fut édifié pendant les années 1931 à 1932 et inauguré le 14 juillet 1933, lors d’une matinée théâtrale donnée avec le concours de plusieurs artistes du Théâtre national de l’Opéra comique. Après la Deuxième Guerre mondiale, l’actuel théâtre de Doué-la-Fontaine était une immense salle de cinéma de 650 places : le Rex. Rénové en 1999 et rebaptisé théâtre Philippe Noiret (328 places assises), il présente chaque année une programmation culturelle éclectique. Il accueille également les séances cinéma données par l’association Familles rurales et le Foyer laïque l'Avenir.

### Sports
La ville possède plusieurs équipements sportifs, dont le plus important est le stade municipal, composé d'une piste d'athlétisme, d'un terrain de basket, de handball et de volley-ball, de quatre courts de tennis ainsi qu'un terrain de football ou de rugby. Elle dispose en outre d'un skate park, des trois salles omnisports, d'un terrain extérieur multi-sports, et d'un centre aquatique.

### Cultes
Pour le culte catholique, la commune fait partie de la paroisse Saint-Denis des Faluns. Le culte est rendu dans l'église Saint-Pierre.

## Économie

### Entreprises et commerces
En 2009, selon l'Insee, Doué-la-Fontaine hébergeait 370 entreprises dont 34 dans l’industrie, 44 dans la construction, 240 dans le commerce, le transport et les services divers et 52 dans l'administration publique, l'enseignement, la santé et l'action sociale. Les établissements présents dans la commune emploient en 2009 un total de 2 840 personnes.

### Agriculture
Toutes exploitations confondues, 96 exploitations agricoles se trouvent sur le territoire de la commune en 2000, contre 125 en 1988. La surface cultivable a diminué, passant de 2 762 hectares en 1988 à 2 488 en 2000. Dans cette surface, 1 537 hectares sont constitués de terres labourables, dont 737 à destination de la culture céréalière. La surface agricole utile moyenne d'une exploitation est de 33 hectares en 2000, en augmentation de 5 hectares par rapport à 1988.
En 2000, 11 exploitations élevaient des bovins (24 en 1988) et 5 des volailles (37 en 1988). Le nombre de têtes est passé de 712 à 601 pour les bovins, et de 550 à 188 pour les volailles durant cette période.
En 2009, l'agriculture employait 147 personnes dans la commune, soit 4,9 % du total d'emplois.

### Appellations sur le territoire
La commune possède au total 23 appellations sur le territoire :
- AOC - AOP Anjou blanc, Anjou gamay, Anjou gamay nouveau ou primeur, Anjou rouge, Anjou mousseux blanc, Anjou mousseux rosé, Rosé de Loire, Rosé d'Anjou, Rosé d'Anjou nouveau ou primeur, Saumur blanc, Saumur mousseux blanc, Saumur mousseux rosé, Saumur rouge, Cabernet de Saumur, Cabernet de Saumur nouveau ou primeur, Cabernet d'Anjou, Cabernet d'Anjou nouveau ou primeur, Crémant de Loire blanc, Crémant de Loire rosé
- AOC Saumur Puy-Notre-Dame
- IGP Bœuf du Maine ; Brioche vendéenne ; Melon du Haut Poitou

### «Capitale européenne de la rose»
Depuis la promotion de la culture de la rose par Joseph François Foullon vers 1790, Doué-la-Fontaine est devenue la « capitale européenne de la rose ». Sur les douze millions de plants de rosiers produits chaque année en France, sept sont produits à Doué-la-Fontaine, en faisant également le premier centre européen de production. Entre 200 et 300 hectares de terres sont exploitées par les pépiniéristes douessins, produisant plus de 2 000 variétés de rosiers. Près de 30 entreprises rosiéristes sont présentes dans la commune,,.

### Tourisme
En 2012, Doué-la-Fontaine comptait cinq établissements hôteliers ** pour un total de 102 chambres, ainsi qu'un camping ** de 146 emplacements.

#### Le Parc zoologique

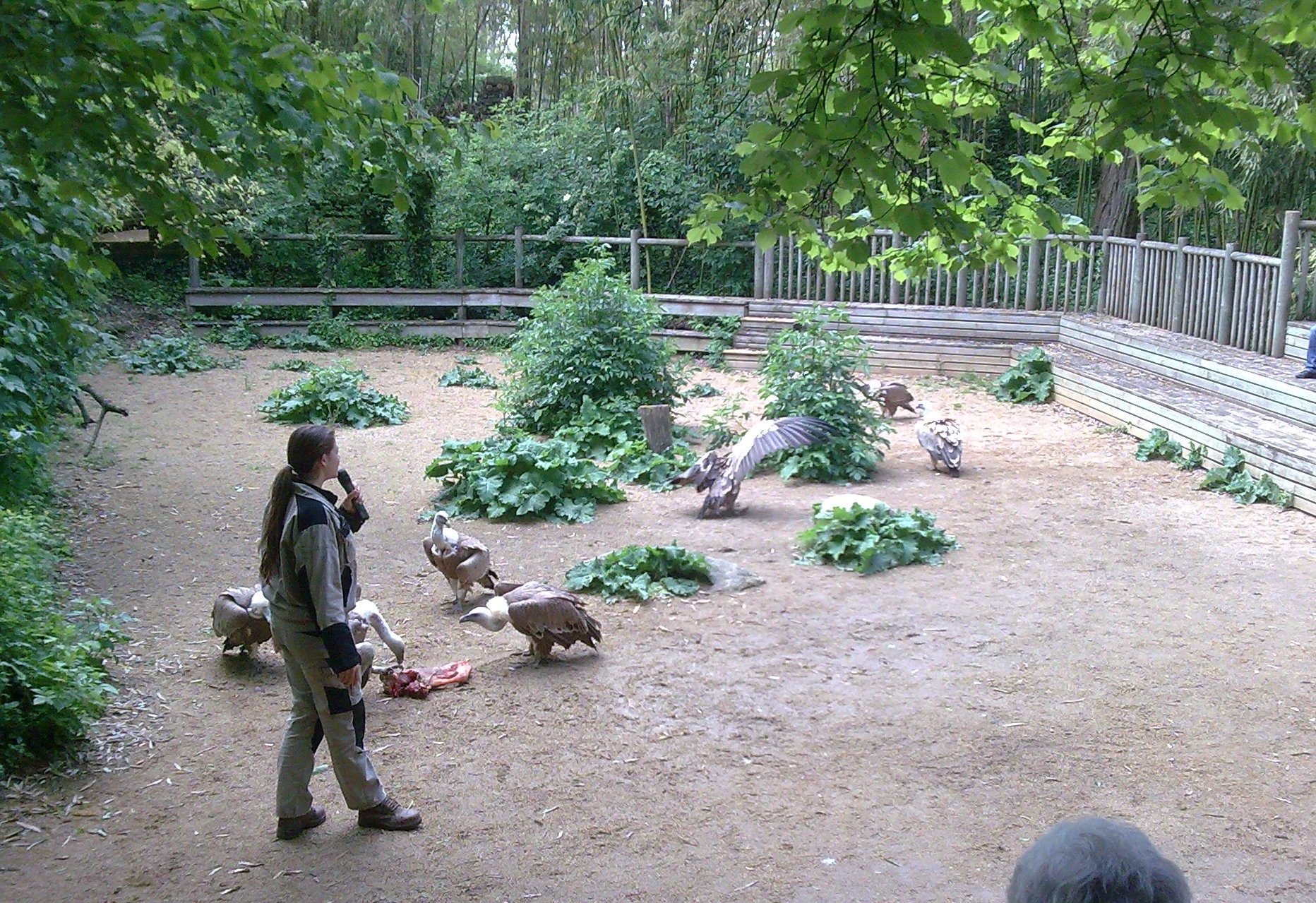
Animation pédagogique de la curée des vautours au zoo.

Le parc zoologique de Doué-la-Fontaine, situé dans des anciennes carrières de pierre, est un des sites les plus visités de Maine-et-Loire. En 2010, il a accueilli 231 764 visiteurs.

#### Les Arènes

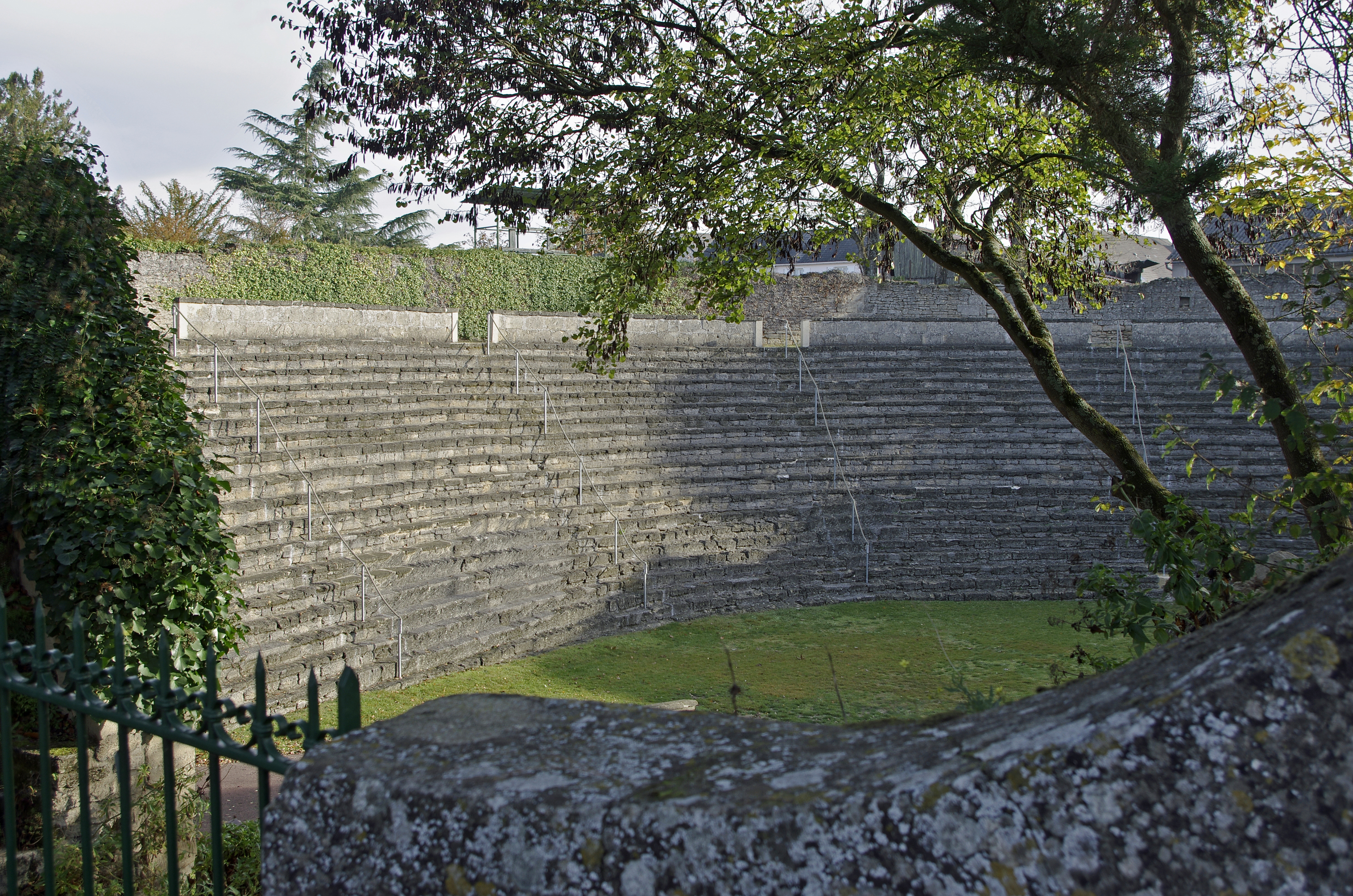
Les Arènes.

Les Arènes (public), ce n'est pas un amphithéâtre gallo-romain, mais elles proviennent de la transformation d'une carrière à ciel ouvert en amphithéâtre. Elles ne sont probablement pas antérieures au XVe siècle.
Au XVIe siècle, Rabelais mentionne à plusieurs reprises dans son Pantagruel, les « diableries » qui se déroulent dans le Parc des jeux de Doué.
Le spectacle dans les arènes semble avoir cessé en 1750.
Durant la première guerres de Vendée, le site servit de prison. Près de 200 Vendéens furent enfermés dans les arênes à la fin de l’année 1793.
Les arènes servirent de cantonnement militaire pendant la guerre franco-allemande de 1870, puis d'auberge, de dépendances agricoles, de dépotoir.
En 1910, une société fut créée et les Arènes redevinrent un lieu de spectacle.
Pendant la Seconde Guerre mondiale, les Allemands entreposèrent leurs munitions dans les caves.
Le site sera racheté par la municipalité en 1952.

#### Autres sites touristique
Les autres sites touristiques comprennent:
- Les Perrières (public)[57] ;
- La Sablière (privé) ;
- La Cave aux Sarcophages (privé) ;
- Les Ruines st Denis ;
- Le Musée des Anciens Commerces (privé)[58];
- La Roseraie municipale ;
- Le Bioparc (privé) ;
- Les Chemins de la Rose (privé) ;
- La Rose Bleue (privé).

## Culture locale et patrimoine

### Monuments et lieux touristiques
La commune compte quatre monuments historiques :
- la motte féodale et donjon ;
- le château de Soulanger ;
- l'église Saint-Denis ;
- la cave aux sarcophages, ancienne carrière de falun[59].

Le territoire de Doué-la-Fontaine, comprend outre la motte (motte de la Chapelle), la plus ancienne, sous laquelle furent découvertes une aula carolingienne ainsi qu'une carrière de sarcophage, la motte dite du Castrum, située plus proche du centre actuel, sur un escarpement, et distante l'une de l'autre d'environ 1 km. La motte du Castrum présente actuellement un diamètre d'environ 50 mètres à la base. Dans la partie sud de la fortification se situait la basse-cour.
Ce site (castro Doado) est attesté dans une charte datée des années 1035-1050, et selon Michel de Boüard le castrum de Doué aurait été construit après la prise de Saumur en 1025 par le comte d'Anjou, Foulque Nerra. Ce castrum dont la construction serait contemporaine de la destruction de la motte de la Chapelle, se compose d'une motte, toujours visible, d'une basse-cour, sous lesquelles se développe un souterrain aménagé qui a été étudié par J. et C. Fraysse. L'érection de la motte sur un promontoire a déplacé le bourg de Doué-la-Fontaine plus au nord de la motte de la Chapelle.

Motte féodale et donjon
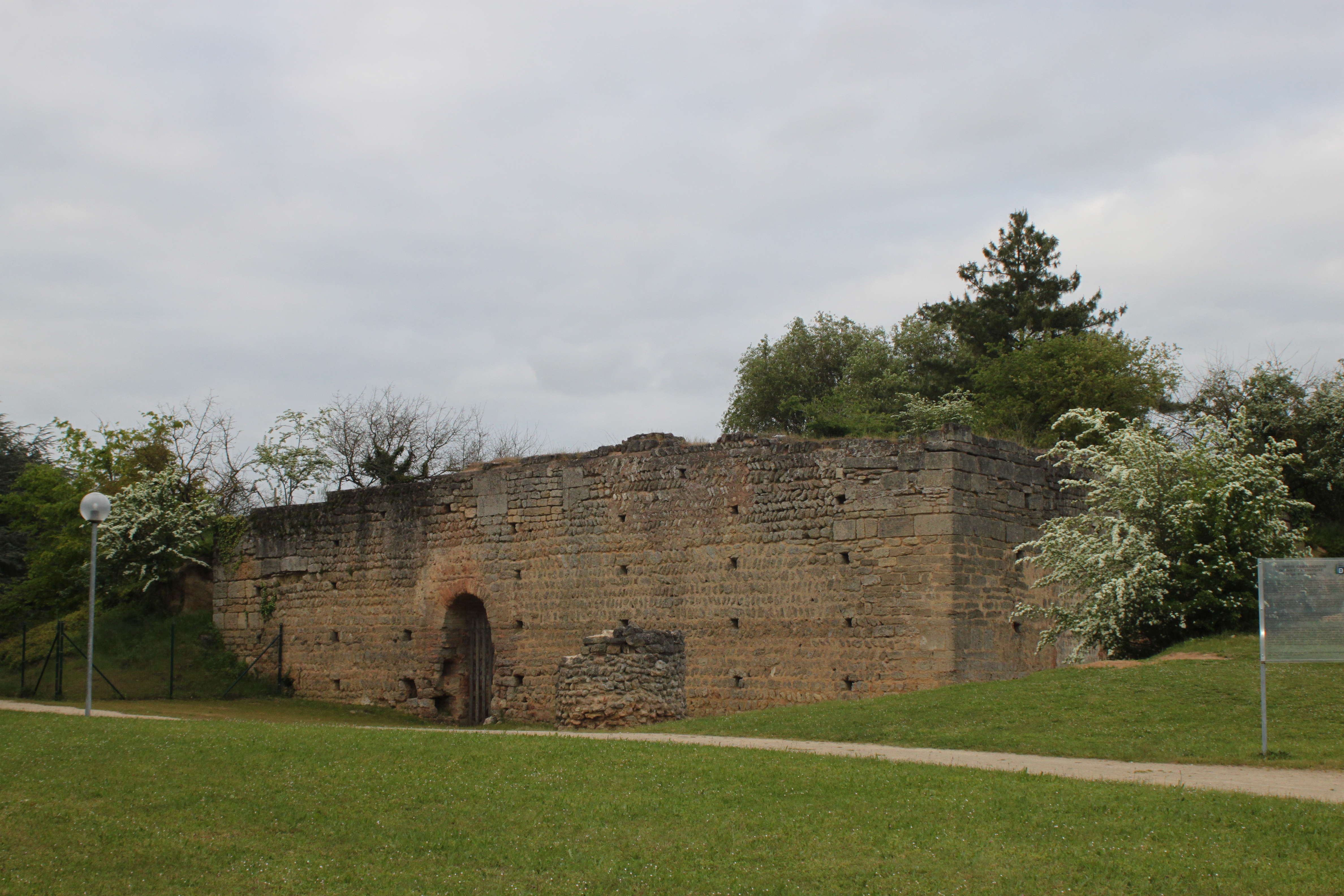
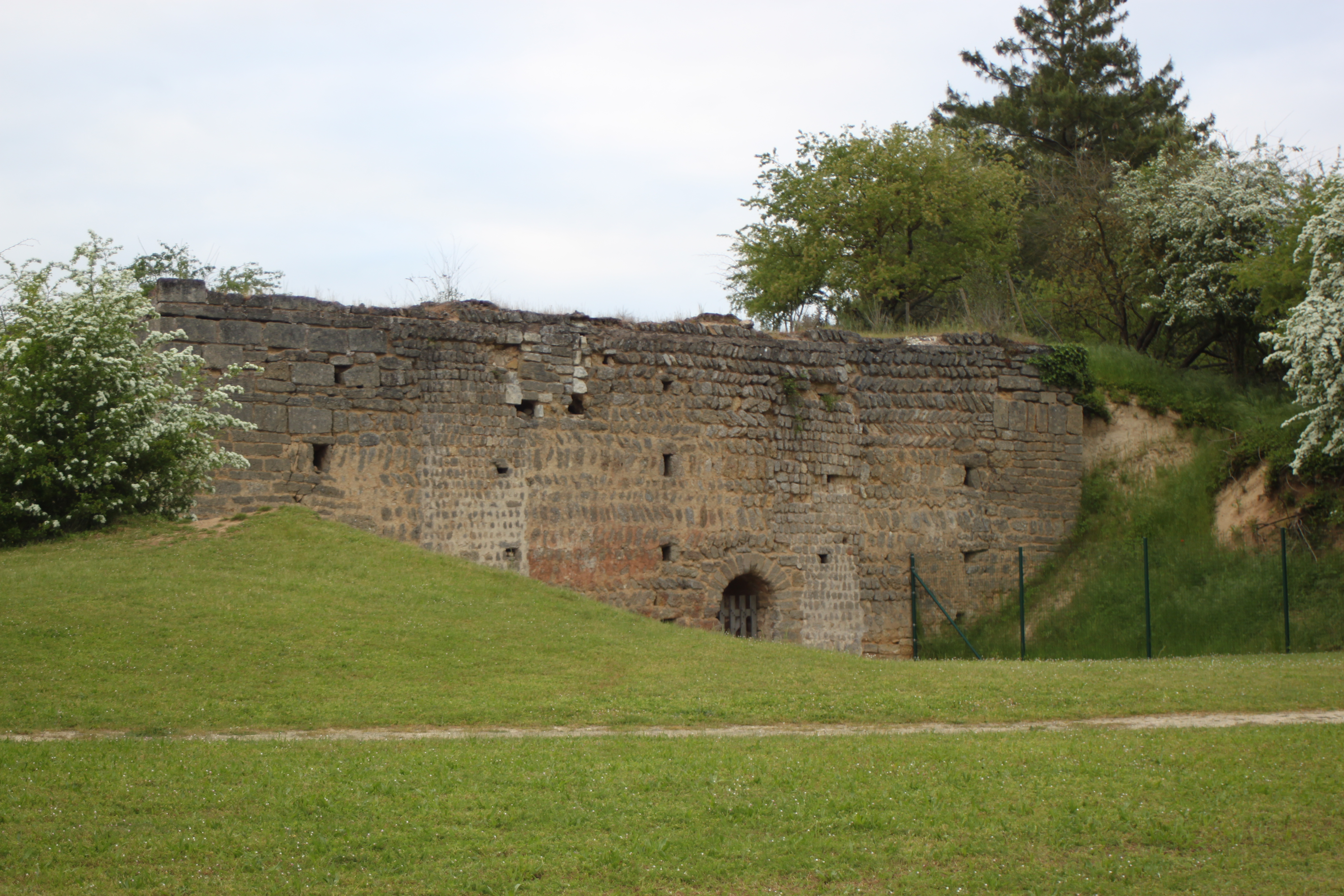

Aperçu de la ville
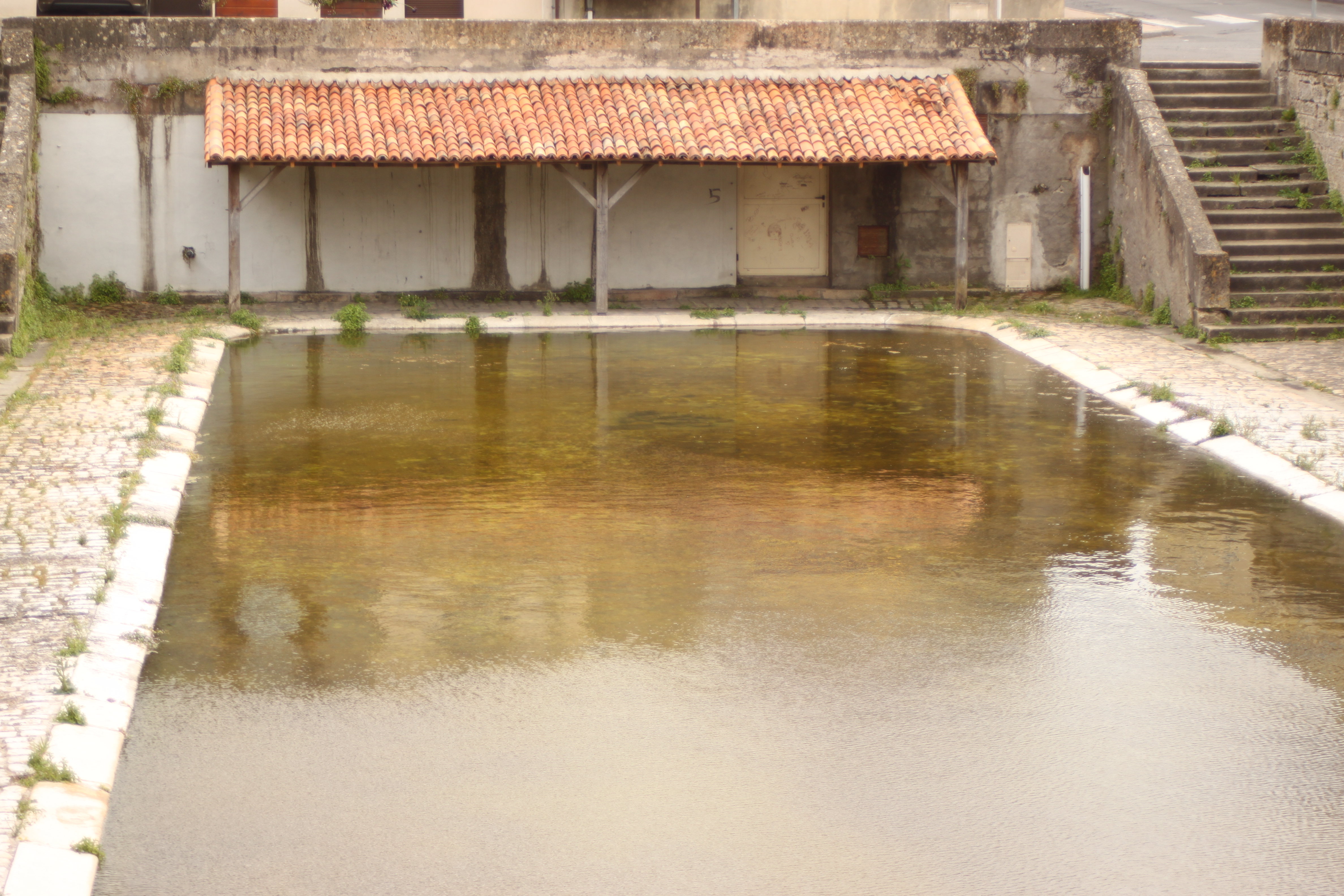
Lavoir.
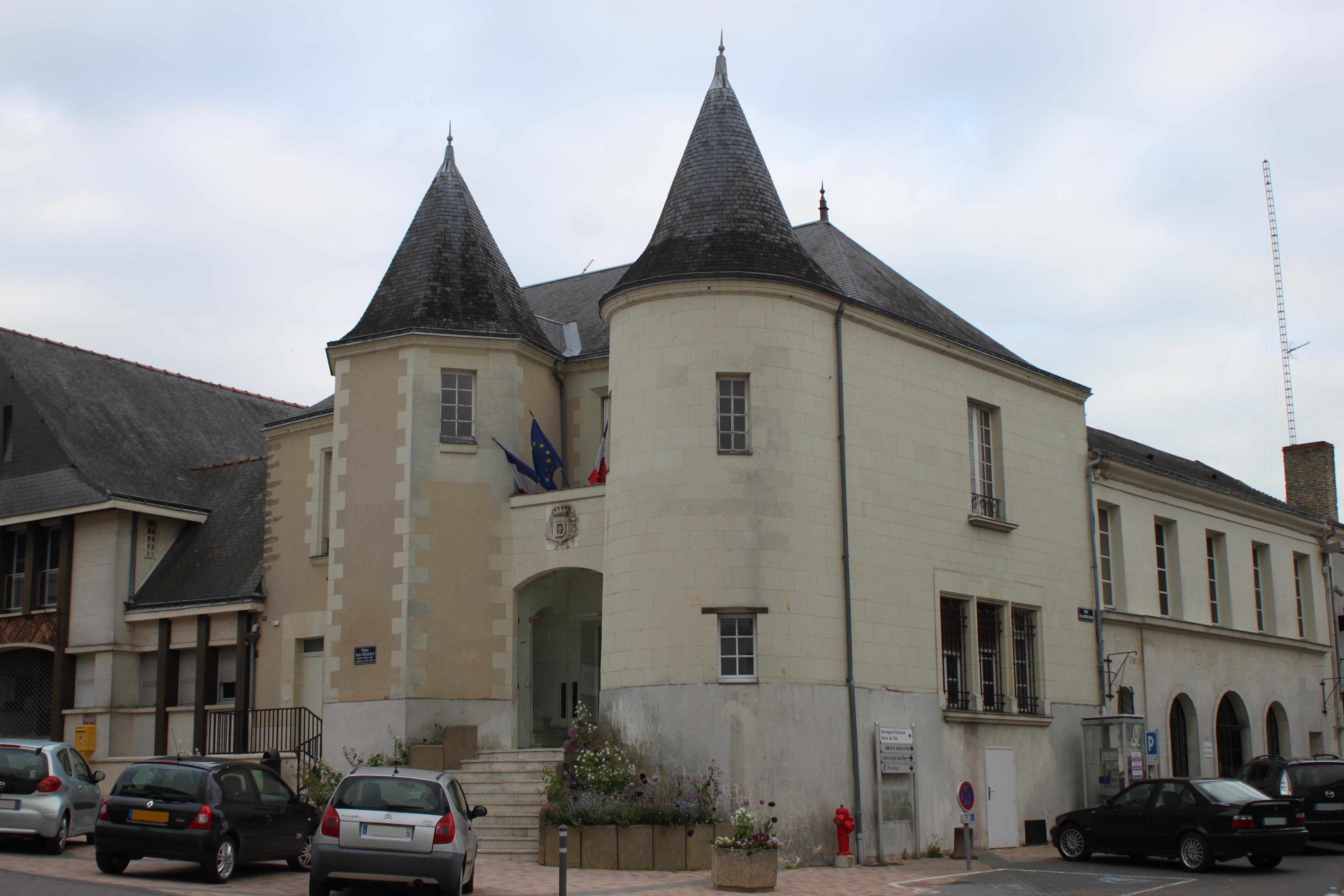
Mairie.
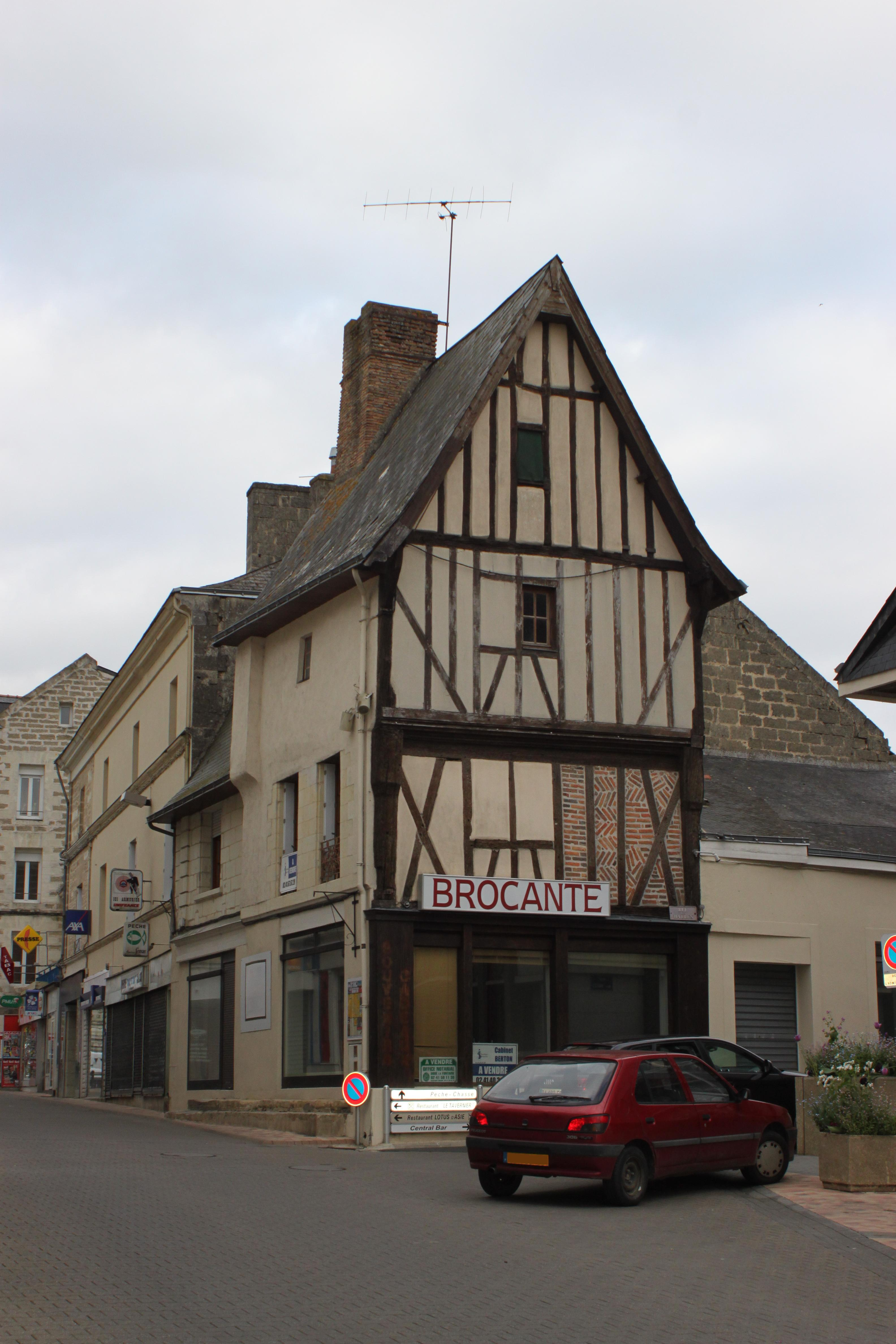
Maison à pans de bois.
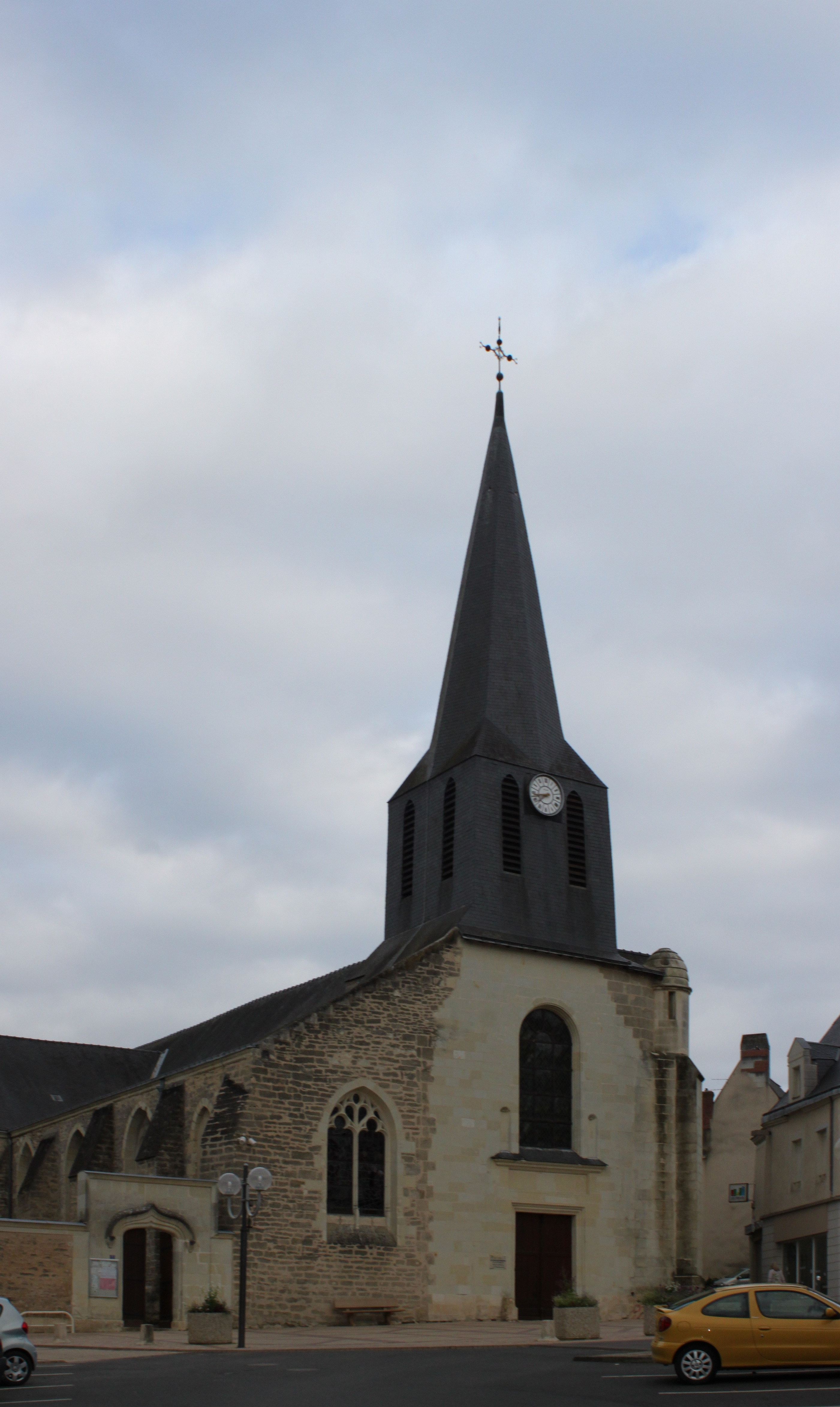
Église Saint-Pierre.
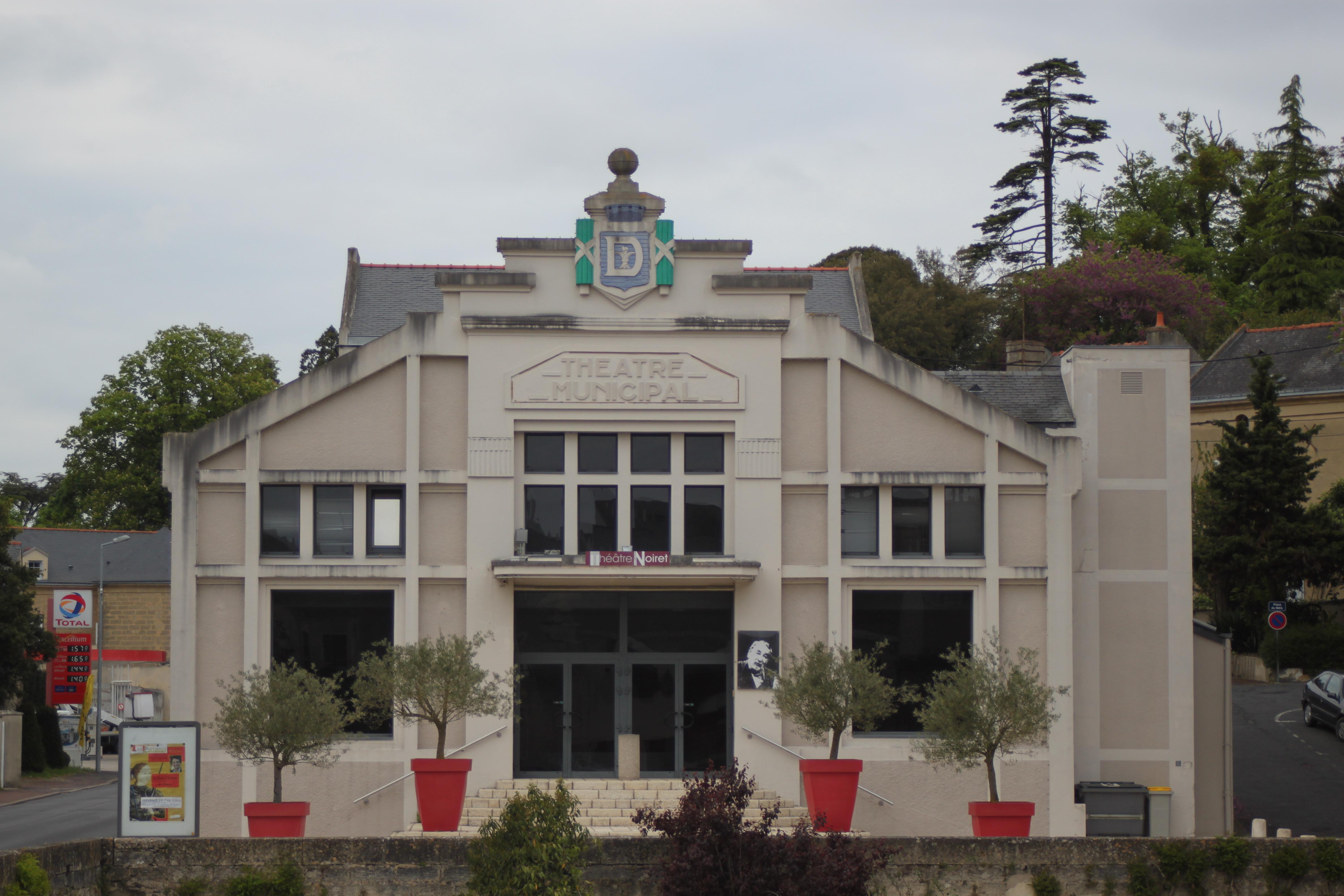
Théâtre Philippe-Noiret.
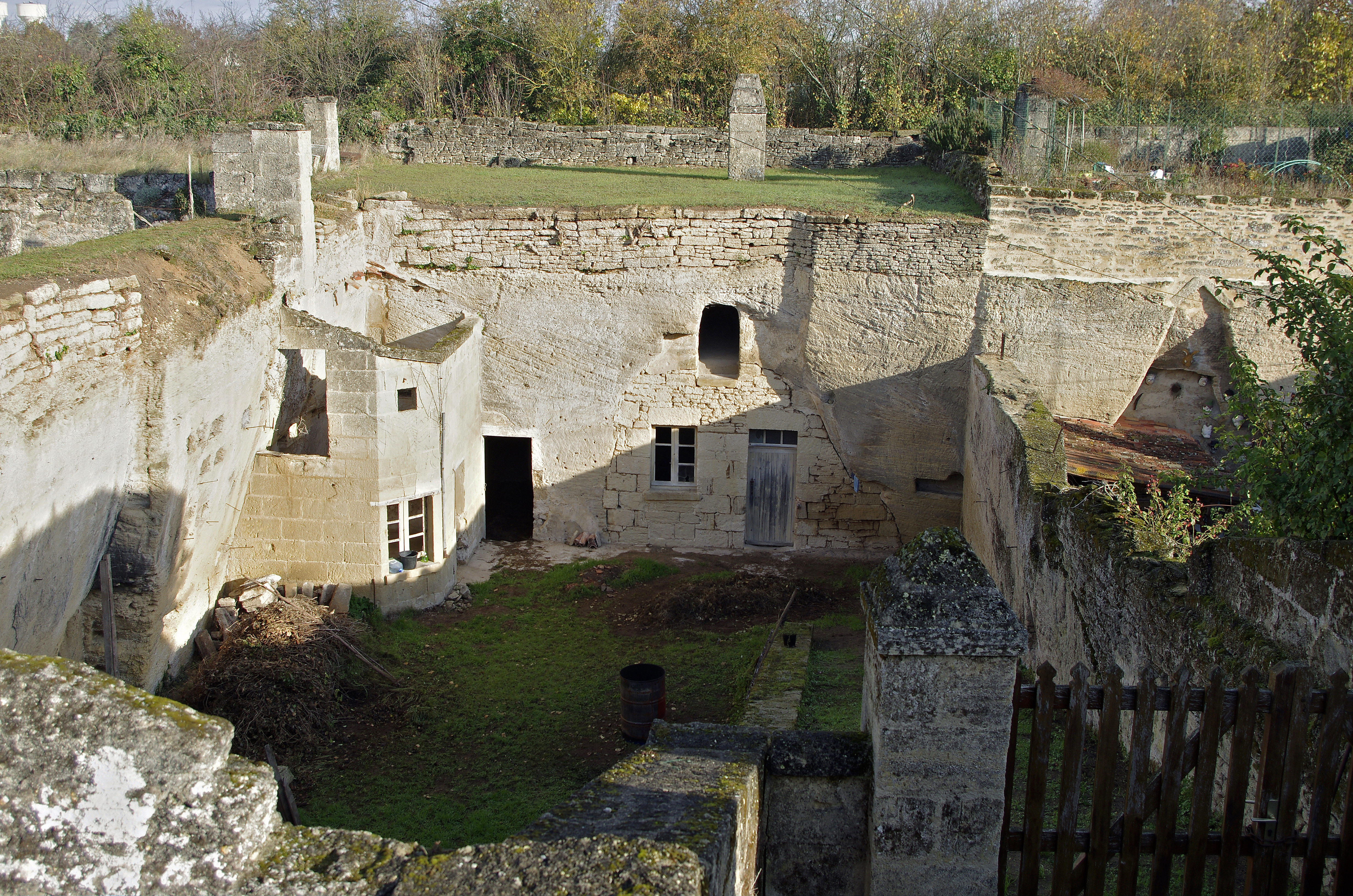
Maison Troglodyte, typique de la ville.
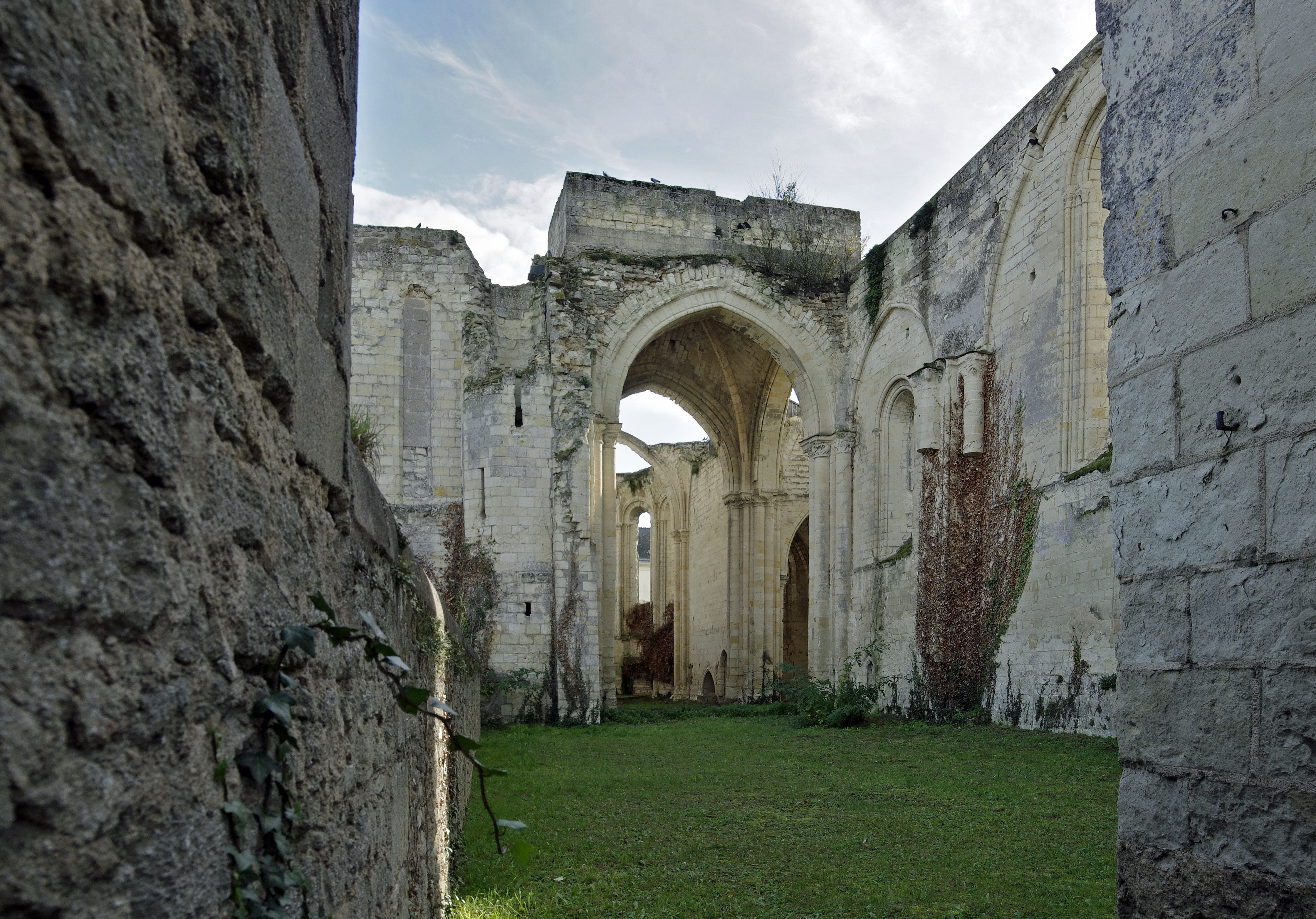
Intérieur des ruines de la collégiale Saint-Denis.

### Personnalités liées à la commune
- Jacques Savary (1622-1690), financier et économiste français, né à Doué-la-Fontaine.
- Joseph François Foullon (1715-1789), baron de Doué, intendant et brièvement contrôleur général des finances, tué au début de la Révolution.
- Joseph Pierre François-Xavier Foullon de Doué (1750-1828), baron de Doué, maître des requêtes et intendant, fils de Joseph François.
- Jean Alexandre Caffin (1751-1819), général des armées de la Révolution, responsable de nombreux massacres pendant la guerre de Vendée.
- Jean-Pierre Gallais (1756-1820), littérateur et publiciste, né à Doué-la-Fontaine.
- Victor Chatenay (1886-1985), homme politique français, né à Doué-la-Fontaine.
- Noël Roquevert (1892-1973), acteur, né à Doué-la-Fontaine.
- Gérard Vergnaud (1933-2021), mathématicien, philosophe, éducateur et psychologue français y est né.
- Anthony Réveillère (1979-), footballeur né à Doué-la-Fontaine.

### Héraldique, logotype et devise
|  | Les armes de la commune de Doué-la-Fontaine se blasonnent ainsi : d'azur, à la lettre D capitale d'or enfermant une fleur de lys d'argent. |

## Pour approfondir